# Босненски санджак
Босненският санджак е османската административна единица на второ ниво, която е съществувала на територията на средновековните сръбски земи в периода 1463 – 1878 г.

## История
Първият босненски санджак бег е Иса бег Исакович, който според някои сведения е брата на Стефан Косача, приел исляма.
След превземането на банат Яйце, седалището на Босненския санджак е пренесено в Яйце. По-късно средището на санджака се връща отново в Сараево, след което се мести последователно в Баня Лука, Травник и накрая за трети път се връща в Сараево.
Босненския санджак първоначално е част от Румелийски еялет с център София, но по времето на великия везир Соколлу Мехмед паша формирането на Босненски еялет е в напреднала фаза, за да стане факт със смъртта на великия везир. Босненският пашалък от 1580 г. е неизменно в състава на еялета, който продължава да съществува до 1867 г., когато влиза в състава на новообразувания Босненски вилает.